# Microlicia oxyanthera
Microlicia oxyanthera är en tvåhjärtbladig växtart som beskrevs av Charles Victor Naudin. Microlicia oxyanthera ingår i släktet Microlicia och familjen Melastomataceae. Inga underarter finns listade i Catalogue of Life.